# Старий Ґромадзин
Старий Ґромадзин (пол. Stary Gromadzyn) — село в Польщі, у гміні Кольно Кольненського повіту Підляського воєводства.
Населення — 240 осіб (2011).
У 1975-1998 роках село належало до Ломжинського воєводства.

## Демографія
Демографічна структура станом на 31 березня 2011 року:
|          | Загалом | Допрацездатний вік | Працездатний вік | Постпрацездатний вік |
| -------- | ------- | ------------------ | ---------------- | -------------------- |
| Чоловіки | 120     | 23                 | 86               | 11                   |
| Жінки    | 120     | 29                 | 69               | 22                   |
| Разом    | 240     | 52                 | 155              | 33                   |